# Macroglossie
 Mise en garde médicale
La macroglossie est une affection rare qui entraîne une augmentation anormale du volume de la langue. Cette déformation peut se présenter sous deux formes distinctes : la macroglossie congénitale et la macroglossie acquise. 

## Étymologie
Le mot macroglossie est formé à partir du grec μάκρος (mákros), « long » et γλώσσα (glóssa), « langue ».

## Symptômes
Les symptômes accompagnant pour la congénitale sont une malformation des vaisseaux sanguins, un kyste ou une ectopie thyroïdienne. 
Les symptômes concernant l'acquise sont l'hypothyroïdie, l'amyloïdose, l'œdème de Quincke et une acromégalie.
On retrouve la macroglossie dans certaines anomalies comme la trisomie 21.

## Statistiques
La macroglossie est considérée comme une maladie rare qui survient habituellement chez les enfants. Elle affecte un nouveau-né sur 14 700. Dans 6 % des cas, il y a des antécédents familiaux de macroglossie.

## Causes
La macroglossie peut être causée par une grande variété de conditions congénitales et acquises. La macroglossie isolée n'a pas de cause déterminable. Les causes les plus fréquentes liées à l'élargissement de la langue sont les malformations vasculaires (lymphangiome ou hémangiome) et l'hypertrophie musculaire (syndrome de Beckwith-Wiedemann ou hémihyperplasie). L'élargissement dû au lymphangiome donne à la langue un aspect caillouteux avec de multiples canaux lymphatiques dilatés superficiels. L'élargissement dû à l'hémiyperplasie est unilatéral. Chez les personnes édentées, le manque de dents laisse plus de place à l'expansion latérale de la langue, ce qui peut causer des problèmes de port de prothèses dentaires et causer une pseudomacroglossie.
L'amylose est une accumulation de protéines insolubles dans les tissus qui entrave la fonction normale. Cela peut favoriser la macroglossie si l'amyloïde est déposée dans les tissus de la langue, ce qui lui donne un aspect nodulaire. Le syndrome de Beckwith-Wiedemann est une maladie héréditaire rare, qui peut inclure d'autres anomalies telles que l'omphalocèle, la viscéralémie, le gigantisme ou l'hypoglycémie néonatale. La langue peut présenter un élargissement généralisé lisse et diffus . Le visage peut montrer une hypoplasie maxillaire entraînant un prognathisme mandibulaire relatif. Une macroglossie apparente peut également se produire dans le syndrome de Down. La langue a une surface papillaire fissurée. La macroglossie peut être un signe de troubles hypothyroïdiens.

## Traitement
Le traitement et le pronostic de la macroglossie dépendent de la cause, ainsi que de la sévérité de l'hypertrophie et des symptômes qu'elle provoque. Les cas bénins ou les cas avec des symptômes légers peuvent ne nécessiter aucun traitement. L'orthophonie peut être bénéfique, ou une intervention chirurgicale pour réduire la taille de la langue (réduction par glossectomie). Le traitement peut également impliquer la correction d'anomalies orthodontiques qui peuvent avoir été causées par l'élargissement de la langue.  